# 綠島燈塔
綠島燈塔是一座位處臺東縣綠島鄉的燈塔，興建於1939年，塔高33.3公尺，燈高48.2公尺，光程25.7浬。

## 歷史
1937年12月7日晚上美国总统轮船公司所屬的遠洋定期船胡佛總統號，因天候不佳因於綠島公館村外海觸礁，美國居民感念島民奮勇救人義舉，特地於1939年向美國紅十字會捐款興建興建燈塔。
第二次世界大戰期間，塔燈遭受盟軍炸毀，1948年時修復，如今已成島上漁民的導引明燈，
綠島燈塔自2014年後改隸交通部航管局管理，基本不對外開放，不過通常每年都會開放一日給民眾參觀。每年3-5月是綠島野百合盛開期，在綠島燈塔前有大片野百合可供民眾欣賞。

## 燈塔結構與行政諸元

### 燈塔結構諸元
- 塔高：33.3公尺。
- 塔身塗色・構造：混凝土圓塔，外觀漆白，頂層外有環繞陽台。
- 燈高：48.2公尺〈以高潮面至燈火中心計〉。
- 燈器：4等旋轉透鏡交流電燈。
- 燈質（頻率）：每20秒連閃2次白光。
- 光力：1,000,000支燭光。
- 公稱光程：25.7浬。
- 明弧：除被本島遮蔽部分外其餘皆見燈光。
- 無線電標桿：1座。
  - 輸出電力: 100瓦特。
  - 射程: 100浬。
- 連絡配備：無線電對講機配置。

### 燈塔行政諸元
- 管轄機關：燈塔原為中華民國財政部關務署管理，已於2013年1月1日轉交由中華民國交通部航港局管轄。
- 人員編制：未知。
- 開放參觀與否：2013年9月1日起開放參觀。上午九時至下午六時（夏令時間4月1日至10月31日），上午九時至下午五時（冬令時間11月1日至3月31日），每逢星期一內部整理不開放。[1]
- 電話：089-672540。

### 燈塔圖片

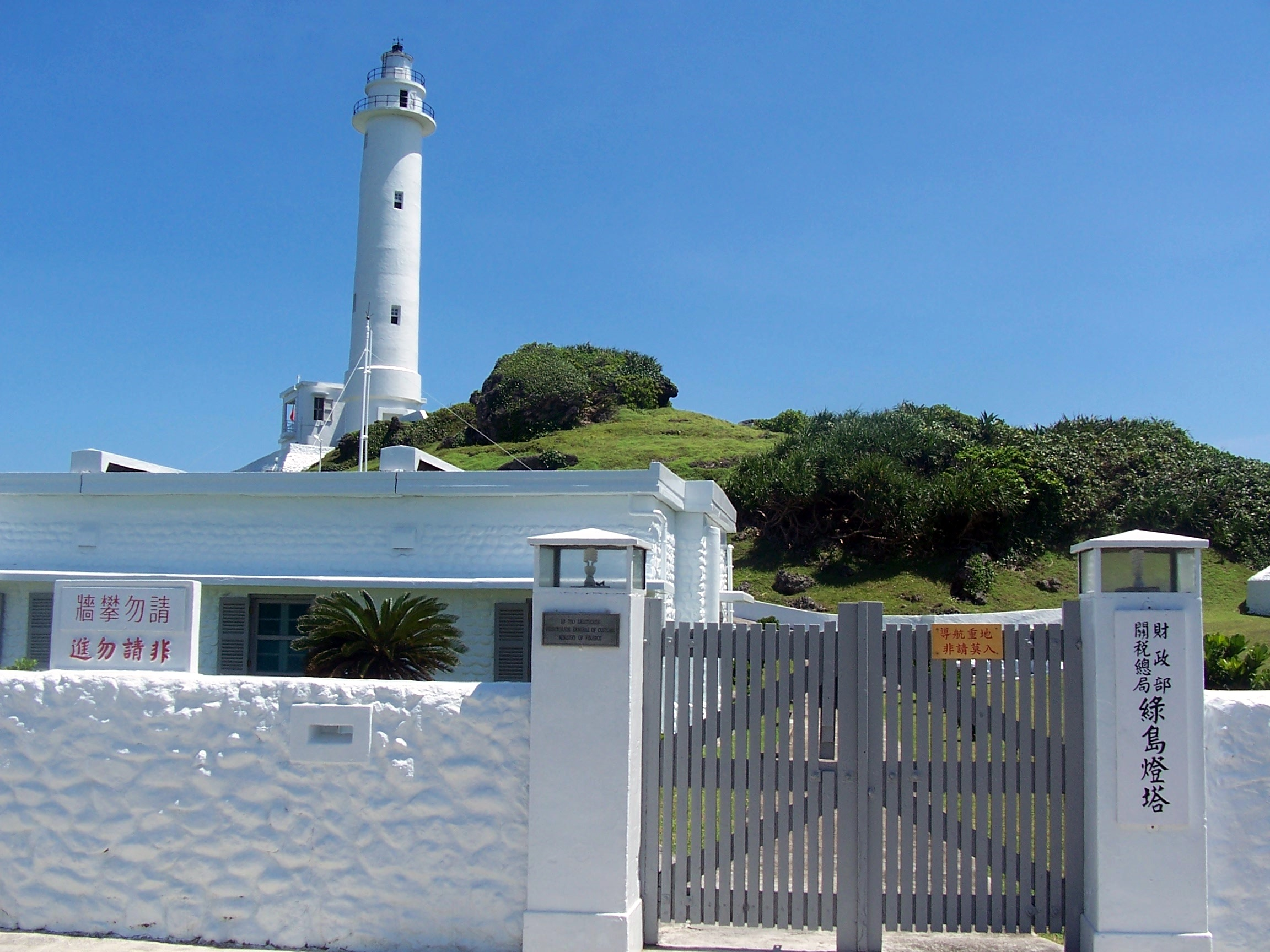
大門
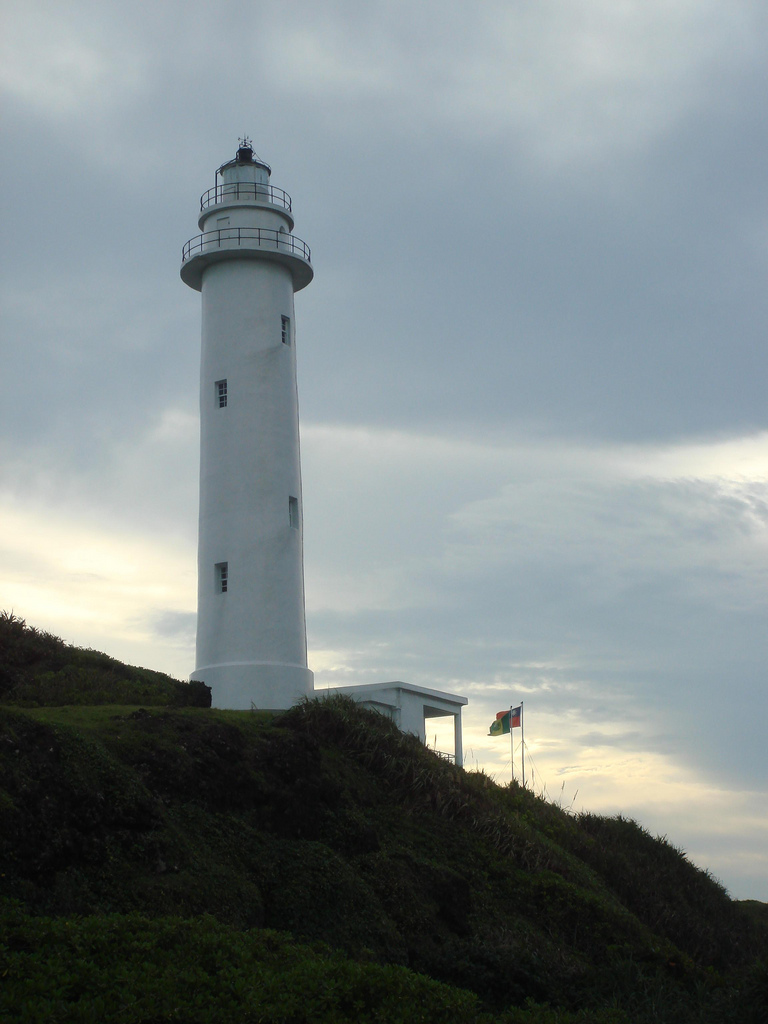
燈塔東側
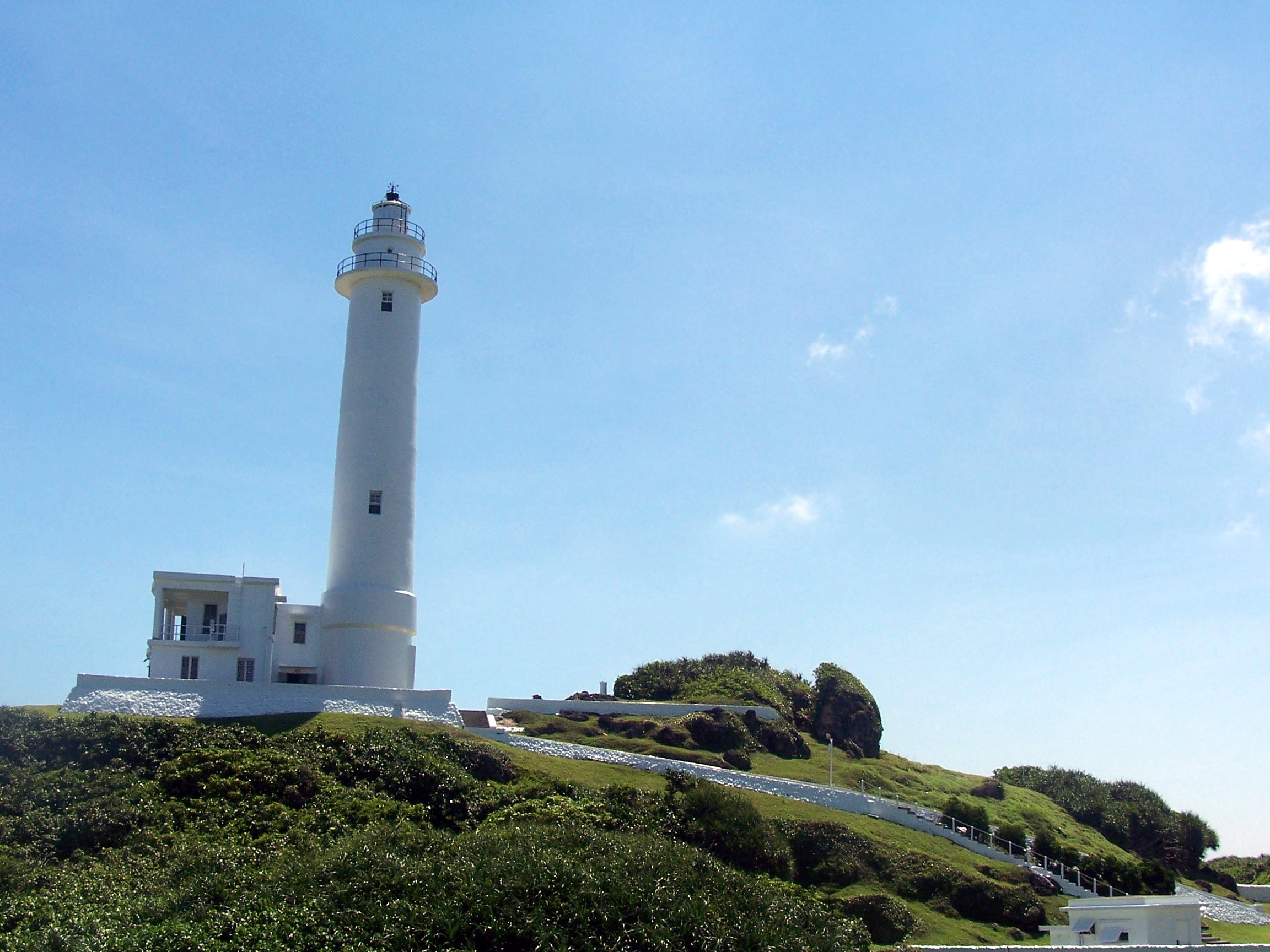
燈塔西面

## 外部連結
- 臺東縣觀光旅遊網-綠島燈塔
- 綠島燈塔 （页面存档备份，存于）
- 交通部航港局-綠島燈塔 （页面存档备份，存于）